# Fritz Wolff (Sänger)

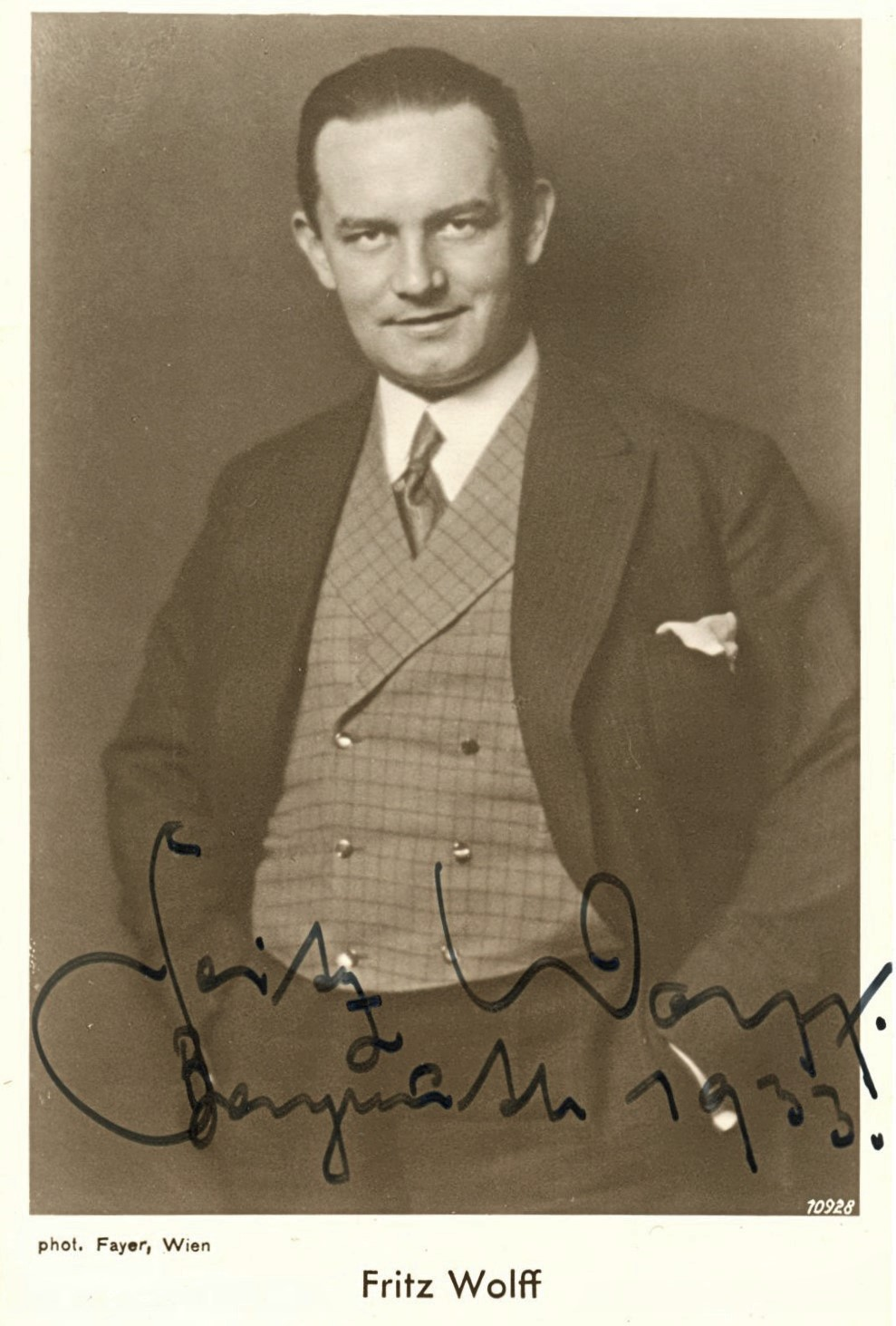
1933 oder davor

Fritz Wolff (28. Oktober 1894 in München – 18. Januar 1957 ebendort) war ein deutscher Opernsänger der Stimmlage Tenor, der in Europa und den USA große Erfolge hatte. Als seine besondere Glanzrolle galt der Loge in Richard Wagners Das Rheingold.

## Leben
Fritz Wolffs Eltern waren der Rentamtman Roman Wolff  († vor 1916) und Emilie Wolff, geb. Ziegler († nach 1935). 1913 wurde er zunächst Infanterie-Offizier und nahm am Ersten Weltkrieg teil, wo er mehrfach verwundet wurde. Nach Kriegsende studierte er Gesang bei Heinrich König in Würzburg. Ab 1925 war er für eine Spielzeit am Stadttheater Hagen verpflichtet, danach von 1926 bis 1928 zwei Jahre am Stadttheater Chemnitz. 
1925 debütierte er bei den Bayreuther Festspielen als Loge im Rheingold. In dieser Partie galt er – so Kutsch/Riemens – „seither als unerreicht“. Bis 1941 trat er fast alljährlich in Bayreuth als Loge auf. 16 Jahre lang war er der einzige Darsteller dieser Rolle in Bayreuth. 1925 wurde er bei den Bayreuther Festspielen auch in zwei kleineren Rollen eingesetzt – als Ulrich Eißlinger in  Die Meistersinger von Nürnberg und als Erster Gralsritter in Parsifal. 1927 und dann noch zweimal in den späten 1930er Jahren wurde ihm der Melot in Tristan und Isolde anvertraut. 1927 und 1928 war er in Bayreuth als Parsifal zu hören (alternierend mit Gotthelf Pistor), ebenso 1930 und 1931 (alternierend mit Gunnar Graarud) sowie 1933 und 1937 (alternierend mit Max Lorenz). 1933 war er in Bayreuth – alternierend mit Max Lorenz – als Walther von Stolzing in Die Meistersinger von Nürnberg besetzt.
1928 wurde  Wolff an die Staatsoper Unter den Linden in Berlin berufen, der er bis 1943 angehörte. An diesem Haus sang er sein gesamtes Repertoire, war aber auch an zwei Uraufführungen beteiligt – im Dezember 1928 an Franz Schrekers Der singende Teufel und im März 1932 an Herbert Windts Andromache. 1939 übernahm er an der Berliner Staatsoper die Titelpartie in Palestrina. 
Wolff ging von Berlin aus einer regen Gastspieltätigkeit nach. An der Wiener Staatsoper debütierte er im März 1929 als Gustav III. in Ein Maskenball von Giuseppe Verdi. In Wien war er im Wagner-Fach auch als Lohengrin, Walther von Stolzing, Loge und Parsifal besetzt. Weitere Wiener Rollen waren Don José in Carmen und Pedro in Tiefland. Sein letzter Auftritt in Wien war am 12. Dezember 1942 als alter Zigeuner in Der Troubadour. Am Royal Opera House Covent Garden in London sang er von 1929 bis 1933 sowie 1937 und 1938 Wagner-Partien und den Aegisth in Elektra. An der Waldoper Zoppot sang er 1932 den Lohengrin und den Pedro in Tiefland sowie 1934 den Siegmund in Die Walküre. 1934 und 1935 gastierte er in Nordamerika, unter anderem trat er – als Walther von Stolzing – an den Opernhäusern von Philadelphia, Chicago und Cleveland auf. Weitere Gastspiele führten ihn nach Budapest, Paris und Prag. 
Er wurde gegen Ende des Zweiten Weltkriegs zum Kriegsdienst eingezogen und kam in russische Kriegsgefangenschaft. Nach dem Zweiten Weltkrieg konnte er, nahezu völlig erblindet, seine Bühnenkarriere nicht fortführen. 1950 erhielt er eine Stelle als Dozent an der Münchner Musikhochschule.
Er war verheiratet mit Claire Wolff, geb. Wolz (* 1899/1900 in Würzburg).

## Tondokumente
Seine Stimme ist auf relativ wenigen Tondokumenten erhalten. Aus dem Jahr 1927 liegen Columbia-Schallplatten von den Bayreuther Festspielen vor, auf denen Wolff zusammen mit Alexander Kipnis im „Karfreitagszauber“ aus Parsifal zu hören ist.
Von 1928 bis 1930 folgten Aufnahmen für Grammophon (Auslandslabel Polydor): „Am stillen Herd“ aus Die Meistersinger von Nürnberg und „Atmest du nicht“ aus Lohengrin, die später auf CD bei dem Label Preiser Records wiederveröffentlicht wurden. Ferner „Ich seh' die heißen Zähren“ aus Rigoletto und „Ach so fromm“ aus Martha sowie acht Titel der leichten Muse.

1929 entstand eine Lohengrin-Kurzfassung, „für die Heimbühne eingerichtet“ von Hermann Weigert und Hans Maeder, mit Fritz Wolff in der Titelpartie, Otto Helgers als König Heinrich, Beata Malkin als Elsa von Brabant, Rudolf Watzke als Friedrich von Telramund und Henriette Gottlieb als Ortrud. Mit Chor und Orchester der Berliner Staatsoper, Dirigent: Hermann Weigert. Auf vier doppelseitigen 78er Platten elektrisch aufgenommen.